# St Martin's Lane Academy
La St Martin's Lane Academy fut, à Londres au XVIIIe siècle, un cercle d'artistes assurant un enseignement des arts visuels, notamment des classes de modèle vivant, et organisant des expositions. Elle fut fondée par le peintre William Hogarth en 1735, sur la rue londonienne appelée St Martin's Lane. Elle fut la préfiguration de la Royal Academy of Arts, fondée en 1768.

## Histoire
Des institutions telles qu'en France l'Académie royale de peinture et de sculpture (fondée en 1648 sur des modèles italiens) n'existaient pas en Grande-Bretagne jusqu'au début du XVIIIe siècle, même à titre privé. En 1711, une première « académie » fut constituée sur Great Queen Street autour du peintre d'origine allemande Godfrey Kneller, avec déjà des cours de dessin d'après nature. Ce premier regroupement, très cosmopolite, fut marqué par des rivalités de personnes, notamment entre Kneller lui-même, James Thornhill et Louis Laguerre. En 1718, un groupe dissident, mené par Louis Chéron et John Vanderbank, rompit avec l'institution de Great Queen Street ; il créa une académie rivale sur St Martin's Lane en octobre 1720 ; appelée The Academy for the Improvement of Painters and Sculptors by drawing from the Naked, elle fut éphémère puisque Vanderbank, menacé de prison pour dettes, s'enfuit en France en 1724 et Chéron mourut en 1725. Après la mort de Kneller (1723), James Thornhill ouvrit dans son domicile de St James Street une « académie libre », dispensant une formation artistique, qui fonctionna de 1724 à 1731. Après la mort de Thornhill (1734), William Hogarth, qui était son gendre depuis 1729, réunit symboliquement son académie avec l'ancien groupe Chéron-Vanderbank et fonda une nouvelle institution sur St Martin's Lane, y transférant le matériel de St James Street (début 1735). Cette académie assura la formation des jeunes artistes britanniques jusqu'à la fondation de la Royal Academy (1768).

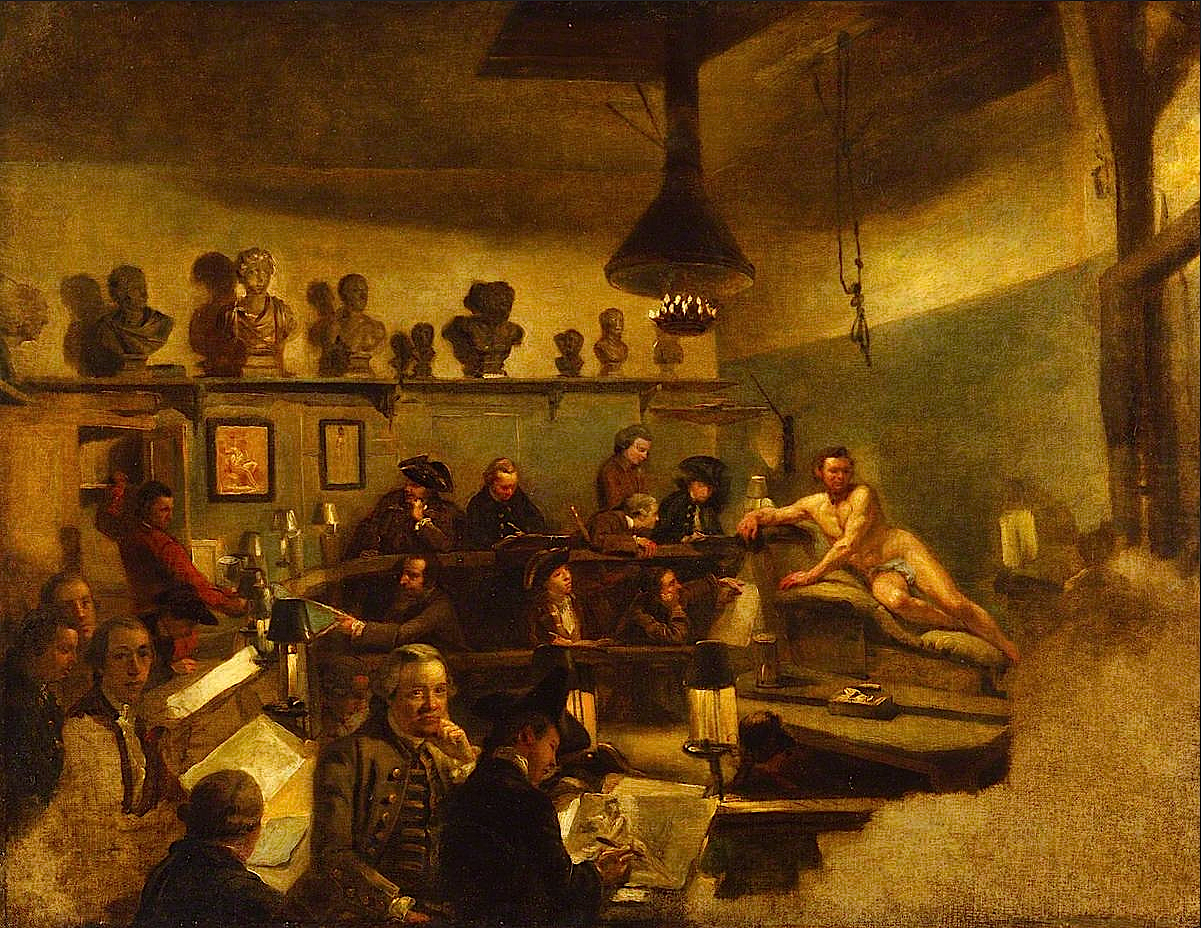
A Life Class at St Martin's Lane Academy (1761-62) par Johann Zoffany — Royal Academy of Arts, Londres.

Hogarth s'efforça de donner à cette nouvelle entreprise le fonctionnement démocratique d'un club, avec contribution et droit de vote égaux, rompant avec les principes hiérarchiques des académies antérieures. Les membres avaient coutume de se réunir en face de leurs locaux, au Slaughter's, un coffee house, situé aux n° 74 et 75 de la rue, foyer d'une vie sociale importante, refuge de nombreux protestants français, tel Abraham de Moivre. Tous les artistes qui dispensaient un enseignement dans les locaux n'étaient pas membres de l'académie ; par exemple, l'ébéniste Thomas Chippendale, installé dans cette rue à partir de 1754. Parmi les membres, on peut citer le graveur et dessinateur Hubert François Gravelot, le peintre Francis Hayman et le disciple des deux précédents, Thomas Gainsborough, le sculpteur Louis François Roubillac, les architectes palladiens Isaac Ware et James Paine, l'architecte et archéologue James Stuart, promoteur du néoclassicisme, les graveurs Louis et Joseph Goupy... Hogarth semble avoir eu des assistants pour l'aider à diriger son entreprise. Ainsi, son ami George Vertue consigna-t-il dans son journal en 1745 que « l'académie pour l'étude de la peinture & des autres artistes [sic] est tenue et dirigée par Ellis, Hayman, Gravelot, Wills, etc. ». Vertue fait ici référence à John Ellys (en) (1701-1757) et à l'obscure peintre James Wills (fl. 1740–1777).
L'implication d'Hogarth déclina sensiblement à partir de 1753, son secrétaire, Francis Milner Newton prenant le relais ; à cette époque, il appelle à une réunion générale pour élire 24 nouveaux artistes enseignants, dans le but de réorganiser les statuts, afin de transformer l'entreprise en quelque chose de plus officielle. Hogarth s'est toujours opposé à de tels changements, jusqu'à sa mort en 1764. Le projet de Newton tomba à l'eau. La direction fut alors formellement reprise par Francis Hayman et George Michael Moser (en). Ce dernier quitta l'établissement en 1767. La St Martin's Lane Academy ferma ses portes en 1771, mais entre-temps, eurent lieu de nombreuses dissensions.
En effet, à partir de 1760, les artistes de cette académie organisèrent une exposition annuelle dans une salle donnant sur le Strand. Mais une controverse sur ses modalités (l'entrée devait-elle être payante ou non ?) divisa dès l'année suivante la communauté en une Society of Artists of Great Britain (regroupant les figures majeures de l'académie) et une Free Society of Artists. La première, qui défendait une vision sélective et payante des expositions, entre autres pour assurer l'autonomie des artistes, rechercha une reconnaissance officielle et obtint une charte royale de George III en 1765, devenant l'Incorporated Society of Artists of Great Britain. C'est essentiellement elle qui constitua la Royal Academy trois ans plus tard.